# Аллен, Бобби
Бобби Аллен (англ. Bobby Allen; 14 ноября 1978, Уэймут, Массачусетс, США) — профессиональный американский хоккеист, выступавший на позиции защитника.
На драфте НХЛ 1998 года был выбран во 2 раунде под общим 52 номером командой «Бостон Брюинз». 19 марта 2002 был обменян в «Эдмонтон Ойлерз». 13 августа 2004 года как неограниченно свободный агент подписал контракт с «Нью-Джерси Дэвилз». 17 июля 2006 года как неограниченно свободный агент подписал контракт с «Бостон Брюинз».

## Статистика
```
                                            
                                            --- Regular Season ---  ---- Playoffs ----
Season   Team                        Lge    GP    G    A  Pts  PIM  GP   G   A Pts PIM
--------------------------------------------------------------------------------------
1996-97  Cushing Academy Penguins    USHS   36   11   33   44   28  --  --  --  --  --
1997-98  Boston College              NCAA   40    7   21   28   49  --  --  --  --  --
1998-99  Boston College              NCAA   43    9   23   32   34  --  --  --  --  --
1999-00  Boston College              NCAA   42    4   23   27   40  --  --  --  --  --
2000-01  Boston College              NCAA   42    5   18   23   30  --  --  --  --  --
2001-02  Providence Bruins           AHL    49    5   10   15   18  --  --  --  --  --
2001-02  Hamilton Bulldogs           AHL    10    1    6    7    0  14   0   3   3   6
2002-03  Hamilton Bulldogs           AHL    56    1   12   13   24  23   0   5   5  10
2002-03  Edmonton Oilers             NHL     1    0    0    0    0  --  --  --  --  --
2003-04  Toronto Roadrunners         AHL    56    5   10   15   18   3   0   2   2   4
2004-05  Albany River Rats           AHL    66    5   11   16   20  --  --  --  --  --
2005-06  Albany River Rats           AHL    68    4   14   18   28  --  --  --  --  --
2006-07  Providence Bruins           AHL    31    5   13   18   14  --  --  --  --  --
2006-07  Boston Bruins               NHL    31    0    3    3   10  --  --  --  --  --
2007-08  Boston Bruins               NHL    19    0    0    0    2  --  --  --  --  --
--------------------------------------------------------------------------------------
         NHL Totals                         51    0    3    3   12

```